# Iquito jezik
Iquito jezik (ostali nazivi: amacacore, hamacore, ikito, iquita, puca-uma, quiturran; ISO 639-3: iqu) indijanski jezik porodice zaparoan, kojim govori oko 35 ljudi (2002 SIL; 500 etničkih Ikito Indijanaca) u peruanskoj provinciji Loreto, uz tokove rijeka Pintoyacu, Nanay i Chambira.
Ovim jezikom djeca više ne govore, a odrasli su bilingualni (španjolski), pa mu prijeti opasnost od izumiranja.

## Vanjske poveznice
- Ethnologue (14th)
- Ethnologue (15th)